# Piper fuscinervium
Piper fuscinervium är en pepparväxtart som beskrevs av Eduardo Quisumbing y Argüelles. Piper fuscinervium ingår i släktet Piper och familjen pepparväxter. Inga underarter finns listade i Catalogue of Life.